# Livvakterna
Livvakterna, es una película de acción estrenada el 17 de agosto de 2001 dirigida por Anders Nilsson. 
La película es la segunda entrega de la franquicia y forma parte de las películas de Johan Falk.

## Historia
Después de causar conmoción durante su última operación, el oficial Johan Falk ha sido asignado a trabajo de escritorio, lo que le cuesta y termina aceptando una oferta de un viejo amigo para comprar una agencia de investigación privada. Otro amigo de Falk, Sven compra una empresa en Estonia, y cuando los gánsteres locales intentan presionarlo para que les pague por protección, Sven contrata los servicios del rudo detective privado Nicolaus Lehmann para que los aleje de él.
Sin embargo cuando Lehmann hace su trabajo demasiado bien, asesinando a los criminales y amenazando a Sven y a su familia, Sven recurre a Falk y le pide que lo ayude a lidiar con el enloquecido Lehmann, aunque Falk acepta ayudarlo pronto se da cuenta de que está tratando con un hombre mucho más peligroso de lo que imaginaba. Cuando Lehmann secuestra a Jeanette, la esposa de Sven y luego la libera con una bomba de tiempo puesta en su cuello exigiéndole a Sven que le de su la propiedad de su compañía. Falk correrá contra el tiempo para detenerlo, al final logran detener a Lehman al dispararle.

## Personajes

### Personajes principales
| Actor              | Personaje        | Ocupación                       |
| ------------------ | ---------------- | ------------------------------- |
| Jakob Eklund       | Johan Falk       | Inspector de Policía            |
| Samuel Fröler      | Sven             | -                               |
| Lia Boysen         | Jeanette         | -                               |
| Christoph M. Ohrt  | Nikolaus Lehmann | Criminal / ex-Detective Privado |
| Marie Richardson   | Helén Andersson  | -                               |
| Alexandra Rapaport | Pernilla Vasquez | Oficial de la Policía           |
| Krister Henriksson | Mårtensson       | -                               |
| Per Burell         | Torbjörn         | -                               |
| Lennart Hjulström  | Sellberg         | -                               |
| Örjan Landström    | Ralf             | -                               |
| Rafael Edholm      | Carl             | -                               |
| Maria Hörnelius    | Franzén          | Oficial del Condado             |

### Personajes secundarios
| Actor            | Personaje      | Ocupación           |
| ---------------- | -------------- | ------------------- |
| Hanna Alsterlund | Nina Andersson | -                   |
| Fredrik Dolk     | Peter Kroon    | Detective Inspector |
| Erich Silva      | Fredrik        | -                   |

## Producción
La película fue dirigida por Anders Nilsson, escrita por Nilsson y Joakim Hansson.
Producida por Joakim Hansson, con la participación del productor ejecutivo Peter Possne y del asistente Henrik Dahnsjö.
La edición estuvo a cargo de Darek Hodor.
La música estuvo bajo el cargo de Bengt Nilsson, mientras que la cinematografía en manos de Per-Arne Svensson. 
Filmada en Trollhättan y Vänersborg, en la Provincia de Västra Götaland, Suecia.
La película fue estrenada el 17 de agosto de 2001 en con una duración de 1 hora con 52 minutos en Suecia. 
Contó con la participación de las compañías de producción "Film Väst" en coproducción con "Sonet Film AB".
La película fue distribuida por "Starmedia Home Entertainment" en todos los medios. Otras compañías que participaron fueron "The Chimney Pot" en los efectos especiales, el "Europa Post Production" (el estudio de la mezcla de sonido), el "FilmTeknik" (film lab), "LiteGrip" (equipo de agarre), "Ljudlabbet" (servicios de sonido) y por "Svenska Stuntgruppen" (acrobacias).

### Emisión en otros países
| País      | Título                                                                                              | Fecha de Estreno                                                     |
| --------- | --------------------------------------------------------------------------------------------------- | -------------------------------------------------------------------- |
| Alemania  | Executive Protection - Die Bombe tickt Protection - Mit tödlicher Sicherheit (título de televisión) | 1 de marzo de 2003 (DVD) 11 de abril de 2005 (estreno en televisión) |
| Bulgaria  | Охранителите                                                                                        | -                                                                    |
| Dinamarca | Livvagterne                                                                                         | 19 de julio de 2002                                                  |
| Finlandia | Henkivartijat                                                                                       | 8 de marzo de 2002                                                   |
| Hungría   | Protekció                                                                                           | -                                                                    |
| Italia    | Executive Protection                                                                                | 27 de abril de 2004 (DVD)                                            |
| Noruega   | Livvaktene                                                                                          | 18 de enero de 2002 (estreno de video)                               |
| Rusia     | Телохранители                                                                                       | -                                                                    |